# Raport semnal/zgomot
Raportul semnal/zgomot se referă la raportul dintre puterea semnalului util și puterea perturbației într-un punct dat al sistemului de transmisiune:
unde Ps și Pz reprezintă puterea semnalului, respectiv a zgomotului.